# Wydawnictwo Studio Astropsychologii
Wydawnictwo Studio Astropsychologii – polskie wydawnictwo powstałe w 1992 r. w Białymstoku. Publikuje tytuły m.in. z takich dziedzin jak: parapsychologia, psychologia, ezoteryka, medycyna naturalna i rozwój osobisty. 
W 2007 łączny nakład wyniósł 94 tysiące egzemplarzy (47 tytułów), a w 2008 – 108,5 tysiąca egzemplarzy (55 tytułów). Na koniec 2009 r. ogólna liczba pozycji osiągnęła ponad 600 tytułów, a łączny nakład przekroczył 1,5 miliona egzemplarzy.
Wydawnictwo współpracuje z branżowymi edytorami zagranicznymi: Penguin Group, Hay House, Llevellyn Publications, HarperCollins Publishers, KöselVerlag, Koha Verlag, Edition l’Archipel oraz postaciami polskiej ezoteryki: Jerzy Prokopiuk, Leszek Matela, Barbara Antonowicz, Ewa Kulejewska, Lech Emfazy Stefański, Wojciech Jóźwiak, Krystyna Konaszewska-Rymarkiewicz.
Misja Wydawnictwa Studio Astropsychologii brzmi: „Pragniemy, by nasze książki pozwalały spojrzeć na inny wymiar rzeczywistości oraz były przewodnikami w wędrówce w głąb siebie. Pozwolą również dotrzeć do najgłębszych zakamarków ludzkiej osobowości i duszy, dając coś więcej niż psychologia”.
Przy wydawnictwie działa policealne Studium Psychologii Psychotronicznej.

## Publikacje
Wybrane publikacje Wydawnictwa Studio Astropsychologii:
- Proś a będzie Ci dane, Esther i Jerzy Hicks (wyd. I, 2008)
- Polska magiczna przewodnik po miejscach mocy, Leszek Matela (wyd. I, 2009)
- ABC Wahdadła, Leszek Matela (wyd. VIII, 2008)
- Od magii do psychotroniki, Lech Emfazy Stefański (wyd. I, 2008)
- Jestem heretykiem, Jerzy Prokopiuk (wyd. I, 2004)
- Tarok wróżebny i wizyjny, Wojciech Jóźwiak (wyd. I, 2002)
- Boska Matryca, Gregg Braden (wyd. I, 2009)
- Vademecum Run, Ewa Kulejewska (wyd. II, 2008)
- Vademecum Tarota, Barbara Antonowicz-Wlazińska (wyd. II, 2003)
- Vademecum Astrologii, dr Krytyna Konaszewska-Rymarkiewicz (wyd. I, 2004)
- Mowa ciszy. Twoje codzienne wsparcie, Eckhart Tolle (wyd. I, 2009)
- Przestaw rzeczy a odmienisz swój los, Karen Rauch Carter (wyd. V, 2009)
- Zapukaj po zdrowie, Horst Benesch (wyd. II, 2009)